# 北京广播电视台国际频道
北京电视台国际频道是一个英语综合频道。呼号为BRTV International Channel。该频道面向北京（只在IPTV播出）、北美以及东南亚地区播出。节目荟萃全台节目精华，中英文双语播出。